# Carl Otto Hamilton
Carl Otto Hamilton af Hageby, född 1704, död 1770, var en svensk friherre och riksråd. Han var son till Hugo Hamilton af Hageby och bror till Gustaf David Hamilton.

## Biografi
Hamilton var till en början i den holsteinske hertigens tjänst. Han återvände senare till Sverige och var medlem i den tremannabeskickning, som i november 1742 avreste till Ryssland för att tillkännage valet av Karl Peter Ulrik av Holstein-Gottorps till svensk tronföljare och blev där synnerligen ohövligt mottagen. Som en av hattpartiets mera framskjutna medlemmar blev Hamilton 1747 hovkansler, 1755 riksråd och 1761 rikskansliråd. Han entledigades 1765, återinkallades i rådet 1769 men avled inte fullt ett år senare.